# آن مونرو جيلكريست سترونج
آن مونرو جيلكريست سترونج (بالإنجليزية: Ann Monroe Gilchrist Strong)‏ هي أكاديمية نيوزيلندية، ولدت في 1875، وتوفيت في 1957.